# اکسکیوتیو ائرواسپیس
اکسکیوتیو ائرواسپیس (به انگلیسی: Executive Aerospace) یک شرکت هواپیمایی است که در تاریخ ۱۹۸۴ میلادی تأسیس شده است.
دفتر مرکزی اکسکیوتیو ائرواسپیس در ژوهانسبورگ، آفریقای جنوبی واقع شده‌است و قطب این شرکت هواپیمایی در فرودگاه بین‌المللی اولیور تامبو قرار دارد.